# Дреновци (Хрватска)
Дреновци су насеље и сједиште истоимене општине у Вуковарско-сремској жупанији, Република Хрватска.

## Географски положај
Дерновци се налазе између села Врбања, Сољани, Гуња, Ђурићи и Посавски Подгајци.

## Становништво
На попису становништва 2011. године, општина Дреновци је имала 5.174 становника, од чега у самим Дреновцима 1.946.
По попису из 2001. године Дреновци имају 3.049 становника, док цела општина Дреновци са селима Ђурићи, Посавски Подгајци, Рачиновци и Рајево Село има 7.427 становника. Најбројнији су Хрвати, којих има 95%.

## Попис 1991.
На попису становништва 1991. године, насељено место Дреновци је имало 2.755 становника, следећег националног састава:
| Попис 1991.‍   | Попис 1991.‍  | Попис 1991.‍ | Попис 1991.‍ | Попис 1991.‍ |
| ------------- | ------------ | ----------- | ----------- | ----------- |
|               |              |             |             |             |
| Хрвати        | Хрвати       |             | 2.435       | 88,38%      |
| Срби          | Срби         |             | 128         | 4,64%       |
| Југословени   | Југословени  |             | 84          | 3,04%       |
| Муслимани     | Муслимани    |             | 14          | 0,50%       |
| Албанци       | Албанци      |             | 5           | 0,18%       |
| Немци         | Немци        |             | 4           | 0,14%       |
| Мађари        | Мађари       |             | 1           | 0,03%       |
| Русини        | Русини       |             | 1           | 0,03%       |
| Словаци       | Словаци      |             | 1           | 0,03%       |
| неопредељени  | неопредељени |             | 10          | 0,36%       |
| регион. опр.  | регион. опр. |             | 7           | 0,25%       |
| непознато     | непознато    |             | 65          | 2,35%       |
| укупно: 2.755 |              |             |             |             |

## Познате личности
- Фрањо Ханаман — хемичар и металург; изумитељ прве широко употребљиве сијалице са жицом од волфрамa.
- Рајна Рагуж — мис Хрватске за 2001. годину.